# JYJ
I JYJ sono un gruppo pop sudcoreano formatosi a Seul nel 2010. Il gruppo è costituito da tre membri, Jaejoong, Yoochun e Junsu, ex membri del gruppo TVXQ, ora composto solo da Jaejoong e Junsu. Il nome del gruppo è preso dalle lettere iniziali dei nomi di ciascun membro. Il trio è gestito dalla C-JeS Entertainment e ha debuttato nell'aprile 2010 con l'EP giapponese The....
Dopo la partenza di Yoochun dal gruppo nel 2019, JYJ è ora un duo composto da Jaejoong e Junsu.

## Formazione
- Jaejoong
- Yoochun ex membro
- Junsu

## Discografia

### Album in studio
- 2010 - The Beginning

### Singoli
- 2010 - Avyy Girl (feat. Kanye West & Malik Yusef)
- 2010 - Empty

### Album in studio
- 2011 - In Heaven
- 2014 - Just Us

### EP
- 2011 - Their Rooms "Our Story"

### Singoli
- 2011 - Get Out
- 2011 - In Heaven
- 2013 - Only One
- 2014 - Back Seat

### EP
- 2010 - The...

### Singoli
- 2015 - Wake Me Tonight